# Phasicnecus gemmatus
Phasicnecus gemmatus är en fjärilsart som beskrevs av Wichgraf 1921. Phasicnecus gemmatus ingår i släktet Phasicnecus och familjen Eupterotidae. Inga underarter finns listade i Catalogue of Life.